# 1333
1333 (MCCCXXXIII) a fost un an obișnuit al calendarului iulian, care a început într-o zi de duminică.

## Evenimente
- 15 iunie: Conducătorul marinid din Maroc, Abu Malik, cucerește Gibraltarul.
- 19 iulie: Bătălia de la Halidon Hill: regele Eduard al III-lea al Angliei, sprijinitorul rebelului Edward Balliol, înfrânge pe regele David al II-lea al Scoției.
- 4 noiembrie: Inundație a fluviului Arno, provocând mari pagube în Florența; majoritatea podurilor sunt distruse.

### Nedatate
- 1333-1337: Războaiele bizantino-otomane. Asediul Nicomediei. Asediu otoman asupra orașului bizantin Nicomedia, încheindu-se cu capturarea orașului.
- China cade pradă secetei, foametei și inundațiilor, urmate de o mare epidemie de ciumă; începutul "Morții negre".
- Secetă în Catalonia; piere o cincime dintre locuitorii Barcelonei.
- Sfârșitul perioadei Kamakura (1185-1333). Vezi Cronologia împăraților (Japoniei).

## Nașteri
- Carlo Zeno, amiral venețian (d. 1418)
- Ibn Zamrak, poet și om de stat arab din Granada (d. 1394)
- Kanami, actor, muzician și poet japonez (d. 1384)
- Mihail al II-lea, mare cneaz de Tver (d. 1399)

## Decese
- 7 februarie: Nikko, 86 ani, preot japonez, fondator al budismului Nichiren Shoshu (n. 1246)
- 2 martie: Vladislav I (cel Scurt), 71 ani, rege al Poloniei (d. 1261)
- 18 iunie: Henric al XV-lea, 20 ani, duce de Bavaria (n. 1312)

### Nedatate
- martie: William of Alnwick, 57 ani, călugăr franciscan și teolog (n.c. 1275)
- Frederic al II-lea, margraf de Baden (n. ?)
- Momik, arhitect și sculptor armean (n. ?)

## Înscăunări
- 2 martie: Cazimir al III-lea (cel Mare), rege al Poloniei (1333-1370)
- Toghan Timur, mare han al mongolilor (1333-1368)